# Triepeolus
Triepeolus, ebenso wie die Arten der Gattung Epeolus auch als Filzbienen bekannt, ist eine Gattung von Bienen aus der Familie der Apidae. Es sind insgesamt über 140 Arten von Triepeolus bekannt. Die Gattung ist vor allem in Nordamerika verbreitet, aber auch in Mittel- und  Südamerika bis Argentinien. Sie fehlt in Afrika, im tropischen Asien und Australien. In Eurasien gibt es zwei Arten, nur eine davon kommt auch in Mitteleuropa vor, die andere in Ostasien.
In Mitteleuropa kommt Schwarze Filzbiene (Triepeolus tristis) vor.

## Merkmale
Triepeolus-Bienen sind klein bis mittelgroß, 7 bis 11 mm lang. Der Körper ist überwiegend schwarz, die Beine sind meist rot gefärbt. Am Hinterleib sind filzartige weiße Haarflecken. Im Flügel sind drei Cubitalzellen, von denen die zweite kleiner als die dritte ist.

## Lebensweise
Triepeolus sind Kuckucksbienen, d. h. sie legen ihre Eier in Nester von anderen Bienen. Sie besuchen Blüten nur zur Eigenversorgung mit Nektar und bauen keine eigenen Nester.

## Systematik
Die Gattung Triepeolus ist in der Unterfamilie Nomadinae in der Tribus Epeolini. Diese Tribus enthält 7 Gattungen, von denen die beiden Gattungen Epeolus und Triepeolus mit jeweils über 100 Arten die größten sind. Eine Einteilung der Gattung in Untergattungen ist nicht erfolgt.